# Рока Масима
Ро̀ка Масѝма (на италиански: Rocca Massima) е село и община в Централна Италия, провинция Латина, регион Лацио. Разположено е на 735 m надморска височина. Населението на общината е 1088 души (към 2010 г.).